# Рок 'н' бенд
Рок 'н' бенд је словеначки поп рок бенд.
Групу је основао Рок Ференгја 1995. године, црпећи инспирацију из музике педесетих и њених најистакнутијих извођача. Прве три песме објављене су за радио станице 1996. године: Не тежит, Декле моје приветје и Моја млада љубица године. Исте године снимили су свој први спот за песму Моја млада љубица у љубљанском Орто бару. Спот је режирао Бранко Ђурић-Ђуро.
Године 1997. Рок 'н' бенд издаје плочу под називом Да падеш дол. Пошто је песма Јагоде ин чоколада Саше Лошића тада била пријављена на словеначку Евровизију (ЕМА), први примерци албума изашло је без ове песме. Заузели су треће место на такмичењу, али је бенд ипак отишао на Евровизију - као пратећи вокали Тање Рибич. Албум Да падеш дол достигао је тираж од 40.000 примерака, 1998. године излази плоча Како ме мика која је достигла платинасти тираж са песмом Ника. Албум В неварни фази постигао је исти тираж 1999.
Рок и његова група могу да се похвале да су 2006. године неколико пута распродали велику салу Цанкарјевог дома. Поводом Елвисовог 70. рођендана, момци су му одали почаст концертом „Tribute to Elvis”. Наступ су са великим успехом поновили у порторошком Аудиторијуму, снимили га и потом објавили на истоименом албуму уживо.
26. У јануару 2012. године добили су прилику да наступе са оригиналним ТЦБ бендом Елвиса Прислија у хотелу Унион Гранд, што су описали као част 15. годишњици бенда. Џејмс Бартон је свирао гитару, Норберт Путнам је свирао бас, Рони Тут и Пол Леин бубњеве.
Током година, група је неколико пута мењала чланове, јер у одређеном периоду нису имали редовне наступе. Поред рада са групом, Рок Ференгија је повремено радио и као солиста, али је радио и у дуетима, са Тањом Жагар и Надијом Бичковом, у дуету са Катјом Фашинк, освојио је прво место на фестивалу Словенска попевка 2010. године.

## Тренутна постава
- Рок Ференгја - вокал,
- Блаж Чрнивец - соло гитара, пратећи вокал
- Бруно Домитер - бубњеви, пратећи вокал
- Ерик Чебокли - бас
- Блаж Јурјевчич - клавијатуре

## Бивши чланови
- Миха Ферфоља - ритам гитара
- Дамјан Кузмијак - ритам гитара
- Франци Кумер - бас гитара
- Боштјан Травен - бас гитара
- Томаж Павлин - клавијатуре
- Анже Стрниша - клавијатуре
- Тадеј Васле - клавијатуре
- Миро Хоџа - бубњеви
- Антон Шпец - саксофон
- Стане Врбек - гитара

## Дискографија
- Da padeš dol (1997)
- Kako me mika (1998)
- V nevarni fazi (1999)
- Brez dvoma (2000)
- Največji uspehi (2002)
- Elvis je živ (2004)
- Tribute to Elvis (2005)

## Наступа на музичким фестивалима

### ЕМА
- 1997: Јагоде ин чоколада (Саша Лошић - Јанез Змазек, Саша Лошић - Саша Лошић, Саша Олењук) - 3. место (2.226 телефонских гласова)[1]
- 2002: Слика без поздрава (Даре Петрич - Рок Ференгја, Мишо Радованчевич, Дамјан Кузмијак - Рок 'н' бенд) - 10. место (2 бода)[2]